# Nikolai Alexandrowitsch Newski

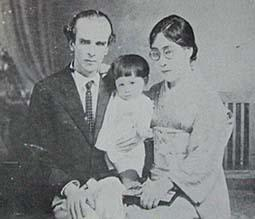
Newski mit Frau und Kind, 1929

 Nikolai Alexandrowitsch Newski (russisch Невский, Николай Александрович; geboren 1. März 1892 in Jaroslawl (Russisches Kaiserreich); gestorben 14. Februar 1945 in der Sowjetunion) war ein russischer Forscher des Brauchtums in Japan und China.

## Leben und Werk
Nikolai Alexandrowitsch Newski machte seinen Studienabschluss am „Oriental Language Department“ der Universität St. Petersburg in den Fächern Japanisch, Ainu- und Ryūkyū-Sprache. 1915 ging er nach Japan und bildete sich unter den Volkskundler Yanagita Kunio, Orikuchi Shinobu und Kindaichi Kyōsuke weiter.
Die nächsten 14 Jahre blieb Newski, auch wegen der Russischen Revolution, in Japan. Um sich zu versorgen, unterrichtete er Russisch an der „Otaru Higher Commercial School“ (小樽高等商業学校, Otaru kōtō shōgyō gakkō) und der „Osaka School of Foreign Languages“ (大阪外語学校). Daneben führte er ethnologische Forschungen in Japan durch, reiste aber auch in das damals japanische Taiwan und reiste nach Peking, um nach Quellen zur Tangut-Sprache zu suchen.
1929 kehrte Newski nach Russland zurück, wobei er seine japanische Frau und seine Tochter in Japan zurückließ. Mit der Hilfe eines erfolgreichen Klassenkameraden, Nikolai Konrad, wurde er Lehrer an der Universität Leningrad und setzte seine Forschungen zur Tangut-Sprache fort. 1937, auf der Höhe der Säuberungen Stalins, wurden er und seine Frau, die ihm gefolgt war, als Spione verhaftet. Sie starben beide 1945 in getrennten Konzentrationslagern.
1955 wurde Newskis Ehre wiederhergestellt und 1962 wurde ihm posthumder Leninpreis verliehen. Zu seinen Veröffentlichungen gehören „Oshira Faith“ in der Tōhoku-Region und zu „Yukara“ der Ainu durch. Zu seinen Hauptveröffentlichungen zählen „Ainu Tradition“ (1935) und posthum „Six Summer Literature“ (1960).